# Arcidiecéze štrasburská
Arcidiecéze štrasburská (lat. Diocesis Argentoratensis (Argentinensis), franc. Archidiocèse de Strasbourg) je francouzská římskokatolická arcidiecéze. Leží na území departementů Bas-Rhin a Haut-Rhin (Alsasko), jejichž hranice přesně kopíruje. Sídlo arcibiskupství i katedrála Notre-Dame se nachází v Štrasburku. Arcidiecéze není součástí žádné církevní provincie, je přímo podřízená Svatému stolci. Štrasburský arcibiskup je jmenován francouzským prezidentem na základě návrhu od papeže, dle místního práva v Alsasku-Lotrinsku.
Od 16. února 2017 do 20. dubna 2023 byl arcibiskupem štrasburským Mons. Luc Ravel. 28. unora 2024 jmenovany novy arcibiskup Pascal Delannoy.

## Historie
Biskupství bylo ve Štrasburku založeno v průběhu 4. století, na arcibiskupství bylo povýšeno 1. července 1988.

## Exemptní arcibiskupství
Štrasburské arcibiskupství není součástí žádné církevní provincie, je přímo podřízeno Svatému stolci, stejně jako métské biskupství (pouze tato dvě biskupství jsou v rámci metropolitní Francie) a diecéze Saint-Denis-de-La Réunion (v rámci zámořské Francie). Na území arcidiecéze platí Alsasko-Lotrinské místní právo, na základě kterého jmenuje štrasburské arcibiskupy (a métské biskupy) francouzský prezident na návrh papeže.